# Canottaggio ai Giochi della XXXIII Olimpiade - 4 senza femminile
Il 4 senza femminile dei Giochi della XXXIII Olimpiade si è svolto tra il 28 luglio e il 1° agosto 2024. Hanno partecipato 9 equipaggi.
La gara è stata vinta dall'equipaggio dei Paesi Bassi composto da Benthe Boonstra, Hermijntje Drenth, Tinka Offereins e Marloes Oldenburg.

## Formato
Durante il primo round si sono tenute due batterie. Le prime due imbarcazioni di ogni batteria sono passate alla finale A, mentre tutte le altre sono state relegate ai ripescaggi. Le prime due barche del ripescaggio sono passate alla Finale A, mentre le barche rimanenti sono state inviate alla Finale B.
La finale A ha determinato i medagliati e i piazzamenti fino al 6° posto, mentre la finale B ha determinato i piazzamenti dalla 7° alla 9° posizione.

## Programma
| Data           | Ora (UTC+1) | Turno      |
| -------------- | ----------- | ---------- |
| 28 luglio 2024 | 12:30       | Batterie   |
| 30 luglio 2024 | 11:30       | Ripescaggi |
| 1° agosto 2024 | 10:54       | Finale A   |

## Risultati

### Batterie
| Pos. | Atleti                                                                                  | Nazione       | Tempo   | Note |
| ---- | --------------------------------------------------------------------------------------- | ------------- | ------- | ---- |
| 1    | Esme Booth Helen Glover Sam Redgrave Rebecca Shorten                                    | Gran Bretagna | 6:42.57 | FA   |
| 2    | Jackie Gowler Davina Waddy Kerri Williams Phoebe Spoors                                 | Nuova Zelanda | 6:45.44 | FA   |
| 3    | Zhang Shuxian Liu Xiaoxin Wang Zifeng Xu Xingye                                         | Cina          | 6:49.12 | R    |
| 4    | Emily Kallfelz Kaitlin Knifton Mary Mazzio-Manson Kelsey Reelick                        | Stati Uniti   | 6:49.66 | R    |
| 5    | Astrid Steensberg Frida Sanggaard Nielsen Marie Skytte Hauberg Johannesen Julie Poulsen | Danimarca     | 6:56.70 | R    |

| Pos. | Atleti                                                                                  | Nazione     | Tempo   | Note |
| ---- | --------------------------------------------------------------------------------------- | ----------- | ------- | ---- |
| 1    | Astrid Steensberg Frida Sanggaard Nielsen Marie Skytte Hauberg Johannesen Julie Poulsen | Paesi Bassi | 6:43.71 | FA   |
| 2    | Iulia-Liliana Balaucă Larisa Bogdan Maria Lehaci Maria-Magdalena Rusu                   | Romania     | 6:44.55 | FA   |
| 3    | Emily Hegarty Eimear Lambe Natalie Long Imogen Magner                                   | Irlanda     | 6:51.75 | R    |
| 4    | Olympia Aldersey Jean Mitchell Lily Alton-Triggs Molly Goodman                          | Australia   | 6:59.86 | R    |

### Ripescaggio
| Pos. | Atleti                                                                                  | Nazione     | Tempo   | Note |
| ---- | --------------------------------------------------------------------------------------- | ----------- | ------- | ---- |
| 1    | Emily Kallfelz Kaitlin Knifton Mary Mazzio-Manson Kelsey Reelick                        | Stati Uniti | 6:32.48 | FA   |
| 2    | Zhang Shuxian Liu Xiaoxin Wang Zifeng Xu Xingye                                         | Cina        | 6:33.60 | FA   |
| 3    | Astrid Steensberg Frida Sanggaard Nielsen Marie Skytte Hauberg Johannesen Julie Poulsen | Danimarca   | 6:35.65 | FB   |
| 4    | Emily Hegarty Eimear Lambe Natalie Long Imogen Magner                                   | Irlanda     | 6:38.10 | FB   |
| 5    | Olympia Aldersey Jean Mitchell Lily Alton-Triggs Molly Goodman                          | Australia   | 6:43.70 | FB   |

### Finali
| Pos. | Atleti                                                                                  | Nazione   | Tempo   | Note |
| ---- | --------------------------------------------------------------------------------------- | --------- | ------- | ---- |
| 7    | Emily Hegarty Eimear Lambe Natalie Long Imogen Magner                                   | Irlanda   | 6:34.74 |      |
| 8    | Astrid Steensberg Frida Sanggaard Nielsen Marie Skytte Hauberg Johannesen Julie Poulsen | Danimarca | 6:36.43 |      |
| 9    | Olympia Aldersey Jean Mitchell Lily Alton-Triggs Molly Goodman                          | Australia | 6:39.28 |      |

| Pos.    | Atleti                                                                                  | Nazione       | Tempo   | Note |
| ------- | --------------------------------------------------------------------------------------- | ------------- | ------- | ---- |
| Oro     | Astrid Steensberg Frida Sanggaard Nielsen Marie Skytte Hauberg Johannesen Julie Poulsen | Paesi Bassi   | 6:27.13 |      |
| Argento | Esme Booth Helen Glover Sam Redgrave Rebecca Shorten                                    | Gran Bretagna | 6:27.31 |      |
| Bronzo  | Jackie Gowler Davina Waddy Kerri Williams Phoebe Spoors                                 | Nuova Zelanda | 6:29.08 |      |
| 4       | Jackie Gowler Davina Waddy Kerri Williams Phoebe Spoors                                 | Romania       | 6:29.52 |      |
| 5       | Emily Kallfelz Kaitlin Knifton Mary Mazzio-Manson Kelsey Reelick                        | Stati Uniti   | 6:34.88 |      |
| 6       | Zhang Shuxian Liu Xiaoxin Wang Zifeng Xu Xingye                                         | Cina          | 6:36.18 |      |